# Ammotragus lervia
L'udad (Ammotragus lervia Pallas, 1777), detto anche ammotrago o muflone africano o pecora crinita o capra berbera (in arabo waddan o uaddan; in berbero del nord awdad, udad, addad; tuareg del nord udad, del sud efital), è un rappresentante della sottofamiglia dei Caprini (Bovidi).
Il termine “ammotrago” deriva dal Greco ammos (“sabbia”, in riferimento al colore del mantello) e tragos (“capra”).

## Descrizione

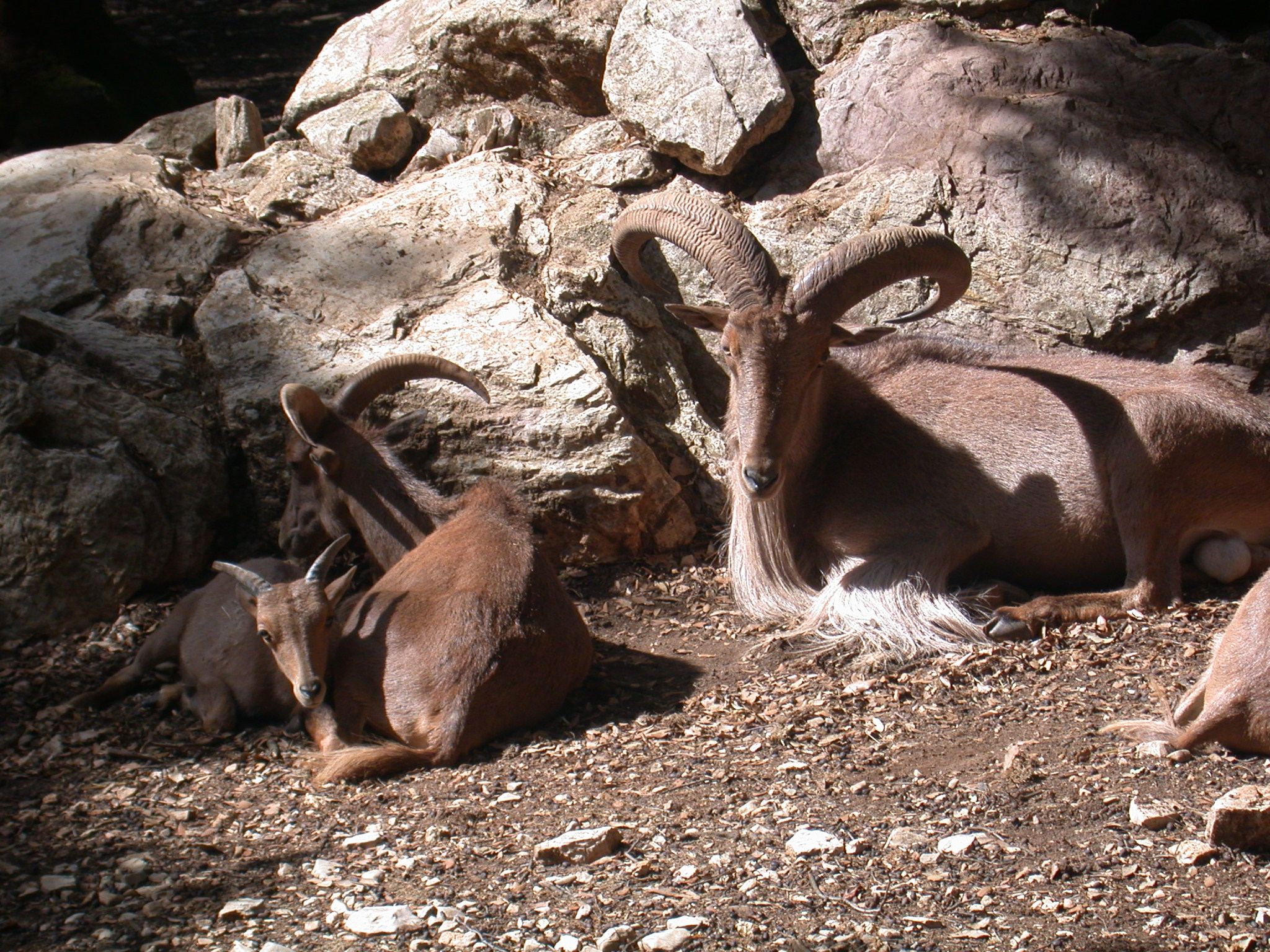
Una famiglia di ammotraghi, Città della Domenica, Perugia

In molti libri di storia naturale, questa si trova classificata tra le capre, perché presenta con queste una somiglianza che è uguale a quella che presenta con le pecore. Le sue corna sono diverse da quelle delle vere capre, sebbene le ricordino; al contrario, mancano i lacrimatoi ed il naso ricurvo della pecora, con la quale, in complesso, ha in comune l'aspetto e il comportamento.
Il carattere più peculiare dell'animale è una folta criniera che ha inizio sulla parte superiore del collo e scende sino al petto, prolungandosi sulle zampe davanti sino all'articolazione del ginocchio. Le corna, che sono lunghe quasi 60 centimetri, sono quasi quadrangolari inferiormente, compresse di sopra, profondamente scanalate sulla faccia esterna. Cominciano ad innalzarsi verticalmente, poi si curvano all'indietro, rivolgendo anche l'estremità in tale direzione. Esse hanno infatti la tipica forma rotonda, la stessa di animali come lo stambecco caucasico o il bharal del Tibet. Ad eccezione della criniera e del breve fiocco caudale, il pelame somiglia a quello delle capre, essendo ruvido e aderente al corpo. La pecora crinita è, sulla parte superiore, d'un rosso fulvo o d'un giallo-scuro; ma l'estremità dei peli è bianca, perciò l'animale appare screziato.
La parte inferiore e quella interna delle zampe è bianca, mentre una fascia scura scorre lungo il dorso. Un maschio perfettamente sviluppato ha circa metri 1,80 di lunghezza ed oltre un metro di altezza, con un peso che può raggiungere i 140 kg.

## Biologia
Vive in piccoli gruppi (3-6 individui) dai quali restano fuori i maschi adulti. È molto abile nell'arrampicarsi sulle rocce ed è in grado di saltare agilmente. Abita in zone scoscese che vanno dal livello del mare fino alle montagne di 4.100 m (vedi montagne dell'Atlante). 

Al tempo dell'accoppiamento, i maschi impegnano spesso dure lotte. Dai quattro ai cinque mesi dopo l'accoppiamento, la femmina partorisce uno o due agnelli, che per circa quattro mesi stanno presso la madre, ma diventano indipendenti molto tempo prima del successivo accoppiamento della loro genitrice. Il nutrimento della pecora crinita è il medesimo di quello delle altre pecore e capre allo stato libero: in estate, piante succose alpine e licheni secchi, erbe in inverno. 
Può restare a lungo senza bere poiché le bastano la rugiada notturna e l'acqua contenuta nei vegetali di cui si nutre.

## Distribuzione

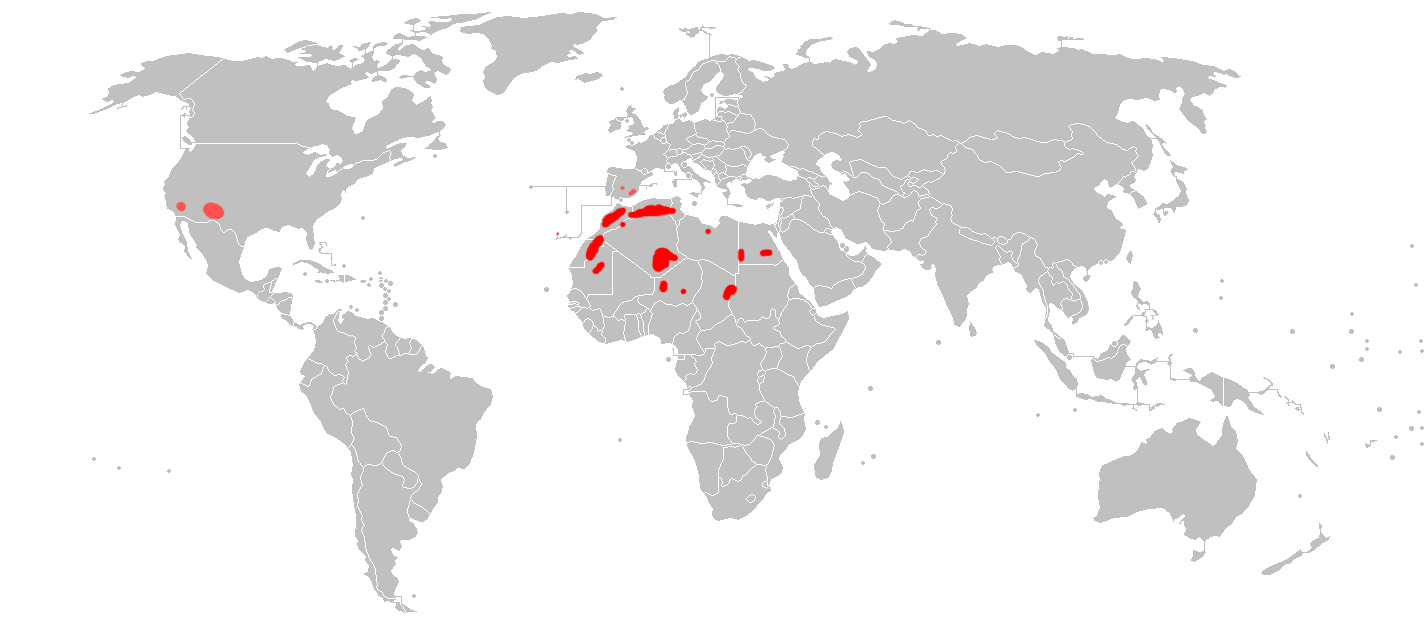
Distribuzione (2018)

Vive in Marocco, Algeria, Ciad, Libia, Mali, Niger, Sudan. Nel Sahara Occidentale ed in Tunisia è stato reintrodotto in molte zone montagnose. La pecora crinita è molto diffusa nell'Algeria meridionale, dove gli arabi la chiamano arni.
Al di fuori della sua naturale area di distribuzione, è stato introdotto per scopi venatori in Spagna (Sierra Espuña dal 1970 e isola La Palma-Canarie dal 1972), in Messico e negli Stati Uniti. 

In Spagna, dove ha trovato un habitat ideale, si è così ben acclimatato da divenire una specie invasiva, che sta creando notevoli problemi alla vegetazione autoctona ed è in competizione con lo stambecco locale. Per cercare di eradicarlo, non gode di alcuna protezione dalla caccia.

### In Italia
Gli ammotraghi sono molto comuni dietro le recinzioni degli zoo e dei parchi faunistici. Tuttavia, un piccolo nucleo vive libero sul monte Beigua, in Liguria. Si tratta di alcuni esemplari, fuggiti nel 2009 da un parco privato, che si sono ben adattati all'ambiente montano.
 
Questo piccolo nucleo contribuisce a suscitare attriti tra cacciatori e animalisti.